# Toxoide
Un toxoide és una toxina inactivada (normalment una exotoxina) la toxicitat de la qual ha estat suprimida ja sigui per tractament químic (formalina) o per tractament tèrmic, mentre que es mantenen altres propietats, típicament immunogèniques. Les toxines són secretades per bacteris, mentre que els toxoides són una forma alterada de toxines; els toxoides no estan segregats per bacteris. Així, quan s'utilitza durant la vacunació, es configura una resposta immunitària i es forma memòria immunològica contra els marcadors moleculars del toxoide sense produir malalties induïdes per la toxina. Aquesta preparació també es coneix com a anatoxina. Hi ha toxoides per a la prevenció de la diftèria, el tètanus i el botulisme.
Els toxoides s'utilitzen com a vacunes perquè indueixen una resposta immunitària a la toxina original o augmenten la resposta a un altre antigen ja que es conserven els marcadors de toxoides i marcadors de toxines. Per exemple, el toxoide tetànic deriva de la tetanospasmina produïda per Clostridium tetani. Aquest últim provoca tètanus i es vacuna amb diverses combinacions de vacunes segons l'edat (mireu calendari de vacunacions). La botulina és produïda per Clostridium botulinum i provoca el botulisme. Si bé de vegades els pacients poden queixar-se d'efectes secundaris després d'una vacuna, aquests s'associen amb el procés de resposta d'una resposta immunitària i d'aclariment del toxoide, i no dels efectes directes del toxoide. El toxoide no té virulència com ho va fer la toxina abans de la inactivació.